# Estádio Matusa
O estádio Comunale Matusa é o principal Estádio da cidade de Frosinone. Foi construido em 1932, progetado por Edgardo Vivoli, e serve como casa para o Frosinone Calcio.